# Chiến dịch Mozdok–Stavropol
Chiến dịch Mozdok–Stavropol là đòn phản công lớn đầu tiên trong năm 1943 của Cụm tác chiến Bắc Kavkaz (Liên Xô) vào Cụm tập đoàn quân A (Đức) trên một chính diện rộng hơn 150 km, có chiều sâu từ 350 km đến 400 km, từ khu vực Mozdok - Nalchik qua tuyến Kislovodsk - Essentuki - Pyatigorsk - Georgiyevsk đến tuyến Nevinnomyssk - Stavropol và sau đó, tiếp tục phát triển lên phía bắc. Cuộc phản công được phát động vào 3 tháng 1 năm 1943, hai ngày sau khi Phương diện quân Nam (Phương diện quân Stalingrad cũ) bắt đầu tấn công trên hướng Salsk - Rostov. Đứng trước nguy cơ bị bao vây và cô lập tại Bắc Kavkaz, bất chấp mệnh lệnh cấm rút quân của Adolf Hitler, Tập đoàn quân xe tăng 1 (Đức) vẫn buộc phải vừa rút quân vừa luồn tránh và phản kích lại những đòn vu hồi của quân đội Liên Xô vào hai bên sườn.
Bốn tập đoàn quân 9, 37, 44, 58, các quân đoàn kỵ binh cận vệ 4, 5 và quân đoàn cơ giới 5 (Liên Xô) lần lượt chiếm lại các thành phố Mozdok và Nalchik (ngày 4 tháng 1), Kislovodsk, Pyatigorsk và Georgiyevsk (ngày 15 tháng 1), Cherkessk và Nevinnomyssk (ngày 18 tháng 1) và Stavropol (ngày 21 tháng 1). Ngày 24 tháng 1 năm 1934, Cụm tác chiến Bắc Kavkaz được nâng cấp thành Phương diện quân Bắc Kavkaz và vẫn không ngừng cuộc tấn công lên phía bắc. Ngày 24 tháng 1, Tập đoàn quân 9 đánh chiếm Armavir. Ngày 25 tháng 1, Tập đoàn quân 44 và Quân đoàn kỵ binh cận vệ 4 Kuban gặp Tập đoàn quân 28 của Phương diện quân Nam tại Bogoroditskoye. Ngày 26 tháng 1, Tập đoàn quân 37 đánh chiếm thành phố Kropotkin. Ngày 28 tháng 1, Tập đoàn quân 58 đánh chiếm Tikhoretsk và phát triển tấn công dọc theo con đường sắt Tikhoretsk - Eysk, lần lượt đánh chiếm các điểm dân cư Kanevskaya, Pavlovskaya, Kushchevsk và ngày 31 tháng 1 đã có mặt tại bờ vịnh Azov trên khu vực Novobataysk - Eisk - Yasenskaya.
Sau khi hội quân với Tập đoàn quân 28 tại Bogoroditskoye, Tập đoàn quân 44, các quân đoàn kỵ binh 4, 5 và quân đoàn có giới 5 phát triển tấn công về phía bắc. Tập đoàn quân 58 cũng tham gia cuộc tấn công này. Vấp phải đòn phản kích của Quân đoàn xe tăng 3 (Đức), ngày 4 tháng 2, quân đội Liên Xô phải dừng bước trước cửa ngõ phía nam Rostov trên tuyến Krugloye, Samarskoye, Manychskaya sát phía nam Azov và Bataisk. Ở cánh trái, các tập đoàn quân 9 và 37 sau khi chiếm Armavir và Kropotkin đã lật cánh sang hướng Biển Đen, trợ giúp cho Cụm tác chiến Biển Đen công kích khu phòng thủ hạ lưu Kuban của Tập đoàn quân 17 (Đức).
Cuộc phản công của Cụm tác chiến Bắc Kavkaz chỉ kéo dài đúng 1 tháng 1 ngày nhưng Quân đội Liên Xô đã chiếm lại một vùng đất rộng hơn nửa triệu km vuông. Để chiếm lại vùng Bắc Kavkaz, quân đội Liên Xô đã phải khắc phục 5 tuyến phòng thủ do Tập đoàn quân xe tăng 1 (Đức) thiết lập trên đường rút lui của nó. Với tốc độ tấn công trung bình 15 km ngày, riêng trong hai tuần đầu lên đến 25 – 30 km/ngày, các đoàn xe tiếp tế luôn bị tụt lại sau trên những con đường gần như bị băm nát bởi bom, đạn pháo và xích sắt trong khi tuyến đường sắt Mozdok - Rostov cũng bị hư hại nghiêm trọng. Tốc độ tấn công của quân đội Liên Xô bị chậm lại trong hai tuần cuối cùng là một trong những nguyên nhân làm cho Tập đoàn quân xe tăng 1 (Đức) rút được phần lớn lực lượng thiết giáp về phòng thủ phía đông và phía nam Rostov, làm phá sản ý đồ của Bộ Tổng tư lệnh quân đội Liên Xô muốn cắt đứt đường rút lui và cô lập Cụm tập đoàn quân A (Đức) tại Bắc Kavkaz. Việc rút được một phần lớn Tập đoàn quân xe tăng 1 ra khỏi Kavkaz đã làm cho quân đội Đức Quốc xã có cơ sở để phục hồi các quân đoàn xe tăng mà chính các quân đoàn đó sẽ là lực lượng chủ lực trong các cuộc chiến ở Donets và trận Kursk sau này.

## Bối cảnh
Đến đầu năm 1943, tình thế chiến lược ở mặt trận Bắc Kavkaz đã xuất hiện những yếu tố thuận lợi để quân đội Liên Xô giành lại quyền chủ động chiến lược và có thể phát động tấn công đánh bại hoàn toàn các đơn vị quân đội Đức ở Bắc Kavkaz. Chiến dịch Bão Mùa đông do Cụm tập đoàn quân Sông Đông (Đức) tiến hành nhằm giải vây cho Tập đoàn quân 6 (Đức) không những đã hoàn toàn phá sản mà Cụm quân Hoth (Đức) còn phải lùi thêm gần 100 km về phía hạ lưu sông Đông để bảo vệ Rostov. Sau khi hoàn thành nhiệm vụ tham gia các chiến dịch bao vây và chống giải vây Tập đoàn quân 6 (Đức) ở Stalingrad, ngày 1 tháng 1 năm 1943, Phương diện quân Stalingrad đổi thành Phương diện quân Nam với nhiệm vụ chủ yếu là từ tuyến phòng thủ Loznoy - Priyutnoye hướng đòn tấn công vào Bataisk và Rostov, đe dọa uy hiếp Cụm tập đoàn quân A (Đức) tại Bắc Kavkaz. Tại mặt trận Vladikavkaz - Mordok, Cụm tác chiến Bắc Kavkaz (Liên Xô) đã hất quân Đức ra xa sông Terek và chiếm được một số bàn đạp tấn công có lợi tại cửa mở Elkhotovo, khu vực Novomenikovo - Iserskaya (???) và Malgobek phía trước tuyến Mozdok - Nalchik. Sau thất bại trong trận vượt sông Kuma, Bộ Tổng chỉ huy quân đội Đức Quốc xã phải rút Sư đoàn "F" khỏi mặt trận Kavkaz và điều nó trở lại Hy Lạp. Nhận thức được mối nguy hiểm mà Phương diện quân Nam (Liên Xô) đang treo phía sau lưng, tư lệnh mới của Cụm tập đoàn quân A, tướng Ewald von Kleist quyết định rút dần các lực lượng của mình khỏi Bắc Kavkaz.
Sau những thất bại ở Stalingrad và để cho quan đội Liên Xô tiếp tục phát huy quyền chủ động chiến lược trong các chiến dịch Sao Thổ và Bão Mùa đông, quân đội Đức quốc xã đã bị tổng thất rất nặng về binh lực và phương tiện chiến tranh, đặc biệt là về xe tăng, thứ vũ khí đột kích chủ lực của lục quân Đức. Chỉ riêng trong Chiến dịch Stalingrad, quân đội Đức Quốc xã đã tổn thất hàng triệu quân chết và bị thương, trong đó, cả một tập đoàn quân 6 thiện chiến được tăng cường một quân đoàn xe tăng cùng hai Tập đoàn quân Romania hầu như bị xóa sổ. Những thất bại dó còn đem lại những hậu quả tai hại về chính trị. Uy tín của nước Đức trong con mắt các nước chư hầu bắt đầu giảm sút. Thất bại tại Stalingrad cũng làm cho phong trào kháng chiến chống sự chiếm đóng của quân đội Đức Quốc xã phát triển mạnh tại các vùng tạm bị chiếm của Liên Xô và các nước châu Âu. Tất cả những diễn biến đó buộc Bộ Tổng tham mưu quân đội Đức Quốc xã phải tính toán lại những ý đồ chiến lược của họ và khắc phục những sai lầm mà họ đã phạm phải trong mùa đông năm 1942. Trong một cuộc họp tại Tổng hành dinh ở Koenigsberg ngày 1 tháng 1 năm 1943, Hitler phát biểu:
| “               | Khả năng tiếp tục chiến tranh ở phía đông quyết định sự sống còn của chúng ta. Chúng ta buộc phải hiểu điều này một cách rõ ràng | ” |
| — Adolf Hitler, | |   |

Một vấn đề chung đang đặt ra với cả hai bên tham chiến là "thời gian". Viễn cảnh vây hãm Cụm tập đoàn quân A (Đức) cũng hấp dẫn đối với Bộ Tổng tư lệnh quân đội Liên Xô không khác viễn cảnh chiếm được khu mỏ dầu trù phú nhất châu Âu đối với Tổng hành dinh quân đội Đức Quốc xã và cá nhân Hitler trước đó nửa năm. Và đến đầu năm 1943 thì tại Bắc Kavkaz, thời gian đang chống lại cả hai bên. Quân đội Đức Quốc xã nếu không muốn có một Stalingrad thứ hai phải nhanh chóng từ bỏ "con mồi dầu mỏ" ở Bắc Kavkaz. Còn quân đội Liên Xô muốn vây hãm Cụm tập đoàn quân A (Đức) cũng phải nhanh chóng triển khai các đòn chia cắt từ Nam Stalingrad đến Rostov và phải từ bỏ các chiến dịch cục bộ theo kiểu vuốt đuôi, đẩy đuổi quân Đức.

## Binh lực và kế hoạch

### Quân đội Liên Xô
Sau khi được tăng viện Tập đoàn quân 58 trong Chiến dịch Nalchik-Ordzhonikidze, Cụm tác chiến Bắc Kavkaz có bốn tập đoàn quân bộ binh và một tập đoàn quân không quân. Sát trước thời điểm diễn ra chiến dịch, Bộ Tổng tư lệnh quân đội Liên Xô tiếp tục tăng cường cho mặt trận này hai cụm quân xe tăng, hai quân đoàn kỵ binh Kuban. Ngày 24 tháng 1, Cụm tác chiến Bắc Kavkaz được nâng cấp thành Phương diện quân Bắc Kavkaz và vẫn do trung tướng (từ ngày 24 tháng 1 là thượng tướng) I. I. Maslennikov chỉ huy. Biên chế lúc khởi đầu chiến dịch gồm:
- Tập đoàn quân 9 do trung tướng K. A. Koroteev chỉ huy, biên chế gồm có:
  - Quân đoàn bộ binh 11 gồm các sư đoàn bộ binh cận vệ 8, 9, 10 và sư đoàn bộ binh nhẹ 57;
  - Các sư đoàn bộ binh 89, 151, 176 389 và 317
  - Lữ đoàn hải quân đánh bộ 62.
  - Các trung đoàn pháo binh, thông tin, công binh, kỹ thuật.
- Tập đoàn quân 37 được tổ chức lại do trung tướng P. M. Kozlov chỉ huy, biên chế gồm có:
  - Quân đoàn bộ binh 57;
  - Quân đoàn bộ binh 82;
  - Sư đoàn bộ binh độc lập 53;
  - Các trung đoàn pháo binh, thông tin, công binh, kỹ thuật.
- Tập đoàn quân 44 do trung tướng V. A. Khomenko chỉ huy, trong biên chế có:
  - Quân đoàn kỵ binh cận vệ 4 Kuban;
  - Quân đoàn kỵ binh cận vệ 5 Kuban;
  - Các sư đoàn bộ binh 138, 156, 157, 236, 302;
  - Các trung đoàn pháo binh, thông tin, kỹ thuật;
- Tập đoàn quân 58 do tướng K. S. Melnik chỉ huy, trong biên chế có:
  - Quân đoàn bộ binh 24;
  - Các sư đoàn bộ binh 417, 328 và 337;
  - Sư đoàn biên phòng Makhachkala;
  - Lữ đoàn bộ binh độc lập 3.
  - Các trung đoàn pháo binh, thông tin, kỹ thuật;
- Cụm xe tăng của tướng V. I. Filippov gồm 3 lữ đoàn xe tăng và 1 lữ đoàn bộ binh, được trang bị 123 xe tăng, hoạt động trong dải tiến công của Tập đoàn quân 9.
- Cụm xe tăng của tướng G. P. Lobanov gồm 3 lữ đoàn xe tăng và 2 tiểu đoàn pháo chống tăng tự hành, được trang bị 106 xe tăng và 24 pháo chống tăng tự hành, hoạt động trong dải tiến công của Tập đoàn quân 44.
- Tập đoàn quân không quân 4 của thượng tướng không quân K. A. Vershinin, trong biên chế có:
  - Các sư đoàn không quân tiêm kích 216, 217 và 229;
  - Sư đoàn không quân cường kích 230;
  - Sư đoàn không quân ném bom 219;
  - Sư đoàn không quân ném bom ban đêm 218;
  - Sư đoàn không quân vận tải 7.

### Quân đội Đức Quốc xã
So với thời điểm các tháng 11 và 12 năm 1942 khi Tập đoàn quân xe tăng 1 (Đức) công kích Mozdok-Malgobek và Nalchik-Ordzhonikidze, đến đầu năm 1943, Tập đoàn quân xe tăng 1 Đức không còn mạnh như trước. Chưa tính đến những tổn thất đáng kể mà tập đoàn quân này gánh chịu trong hai chiến dịch tấn công không thành công nói trên thì việc phải "hoàn trả" sư đoàn xe tăng 23 cho Tập đoàn quân xe tăng 4 và điều chuyển Quân đoàn sơn chiến 49 cho Tập đoàn quân 17 cũng tạo nên những thiếu hụt không nhỏ trong đội hình của tập đoàn quân. Bắt đầu cuộc rút quân ngày 5 tháng 1 năm 1943, biên chế còn lại của Tập đoàn quân xe tăng 1 lúc này do tướng Eberhard von Mackensen chỉ huy gồm có:
- Quân đoàn xe tăng 3 do tướng Hermann Breith chỉ huy, trong biên chế có:
  - Sư đoàn xe tăng 13 của tướng Wilhelm Crisolli gồm các trung đoàn xe tăng 4, 66, 93; các đơn vị pháo binh, trinh sát, công binh.
  - Sư đoàn cơ giới SS "Wiking" (từ 11 tháng 2 năm 1943 là Sư đoàn xe tăng 5 SS "Wiking") của tướng Felix Steiner gồm các trung đoàn xe tăng "Germania", "Nordland" và "Westland"; các đơn vị pháo binh, trinh sát, công binh.
- Quân đoàn xe tăng 40 (từ ngày 11 tháng 2 năm 1943 chuyển thành Quân đoàn cơ giới 40) do tướng Gotthard Heinrici chỉ huy, trong biuên chế còn lại có:
  - Sư đoàn xe tăng 3 của tướng Franz Westhoven gồm các trung đoàn xe tăng 3, 6, 394, trung đoàn pháo tự hành 75, các tiểu đoàn cơ giới trinh sát 39 và 543.
  - Phần còn lại của sư đoàn kỵ binh 2 Romania.
  - Sư đoàn kỵ binh của cựu trung tướng Bạch vệ Nga A. G. Shkuro.
- Quân đoàn bộ binh 52 do tướng Eugen Ott chỉ huy, trong biên chế còn lại có:
  - Sư đoàn bộ binh 50 (Sư đoàn Küstrin) của tướng Friedrich Schmid gồm các trung đoàn bộ binh 121, 122, 123, trung đoàn pháo binh 150 và tiểu đoàn cơ giới trinh sát 71.
  - Sư đoàn bộ binh 370 của tướng Fritz Becker gồm các trung đoàn bộ binh 666, 667, 668 và trung đoàn pháo binh 370.
  - Sư đoàn đổ bộ đường không 5 (chuyển từ Tập đoàn quân 17 sang).

Tuân theo sự chỉ đạo của tướng Ewald von Kleist, sách lược của tướng Eberhard von Mackensen là rút lui từng phần để bảo toàn lực lượng còn lại, bất chấp những lời thúc giục của thống chế Erich von Manstein yều cầu Tập đoàn quân xe tăng 1 phải rút nhanh về tuyến sông Manych để đối phó với cuộc tấn công của Phương diện quân Nam (Liên Xô). Đích thân tướng Ewald von Kleist đã vạch ra 5 tuyến rút lui cho tập đoàn quân này, trong đó, khu vực Stavropol được coi là tuyến quan trọng nhất.

## Diễn biến

### Những biến động về binh lực của quân đội Liên Xô trước chiến dịch
Sau trận phản công nhưng không đạt được kết quả mong đợi giữa tháng 12 năm 1942, tướng I. I. Maslennikov, tư lệnh Cụm tác chiến Bắc Kavkaz (Liên Xô) quyết định thành lập tại sườn phải của cụm quân một lực lượng xung kích tấn công, bao gồm các quân đoàn bộ binh cận vệ 9, 10 và chọn ngày 29 tháng 12 để bắt đầu cuộc tấn công bao vây và tiêu diệt quân Đức ở khu vực Mozdok, và sau đó phát triển đến Prokhladny. Nhưng trên thực tế thì trọng tâm tác chiến của toàn bộ Mặt trận Kavkaz chuyển sang hướng Biển Đen, Đại bản doanh Bộ Tổng tư lệnh tối cao quân đội Liên Xô điều Quân đoàn bộ binh cận vệ 10 đến triển khai tại khu vực Tuapse, trên chính diện của các sư đoàn bộ binh 271 và 347 và lệnh cho tướng I. I. Maslennikov hoãn cuộc tấn công. Ban đầu, tướng I. I. Maslennikov không muốn chuyển giao Quân đoàn bộ binh cận vệ 10 nhưng trước nhận xét nặng nề của I. V. Stalin: "Đồng chí ấy (chỉ Maslennikov) đang xa rời bộ đội của mình, không chỉ huy được họ và đang bơi trong cảnh mất trật tự"; I. I. Maslennikov buộc phải chấp thuận.
Mặc dù bị khuyết một quân đoàn bộ binh quan trọng, tướng I. I. Maslennikov vẫn tiếp tục điều chỉnh lại lực lượng để tiến hành cuộc phản công mà ông đã có kế hoạch từ trước. Ngày 1 tháng 1 năm 1943, Tập đoàn quân 44 đã tập trung xong lực lượng trên cánh phải của Cụm Bắc Kavkaz để phản công vào Mozdok. Các sư đoàn kỵ binh 4 và 5 tổ chức vượt sông ở khu vực Vorontsov (???)-Alexandrov (???) với ý định chia cắt Sư đoàn "F" (Đức) với Tập đoàn quân xe tăng 1 để hỗ trợ cho cuộc công kích vào Georgiyevsk. Tập đoàn quân 58 đã tập trung đầy đủ đội hình tại khu vực Malgobek theo kế hoạch để tấn công hợp điểm vào Mozdok. Tại cánh trái, Các tập đoàn quân 9 và 37 sẵn sàng tấn công bằng hai mũi song song vào Nalchik và Maisky. Lực lượng đột phá cho cuộc tấn công này là hai cụm xe tăng, mỗi cụm có biên chế tương đương quân đoàn. Cụm xe tăng thứ nhất do tướng G. P. Lobanov chỉ huy hoạt động trong dải tấn công của Tập đoàn quân 44 gồm các lữ đoàn xe tăng 2, 15, 53, trung đoàn xe tăng 225, một tiểu đoàn xe tăng độc lập và hai trung đoàn pháo chống tăng. Trang bị chủ yếu gồm 106 xe tăng và 24 xe bọc thép. Cụm xe tăng thứ hai do tướng V. I. Filippov chỉ huy gồm các lữ đoàn xe tăng 52, 140 và 207, hai tiểu đoàn xe tăng độc lập, hai trung đoàn pháo chống tăng và một sư đoàn bộ binh. Trang bị chủ yếu gồm 123 xe tăng.

### Tấn công tuyến phòng thủ phía trước Stavropol

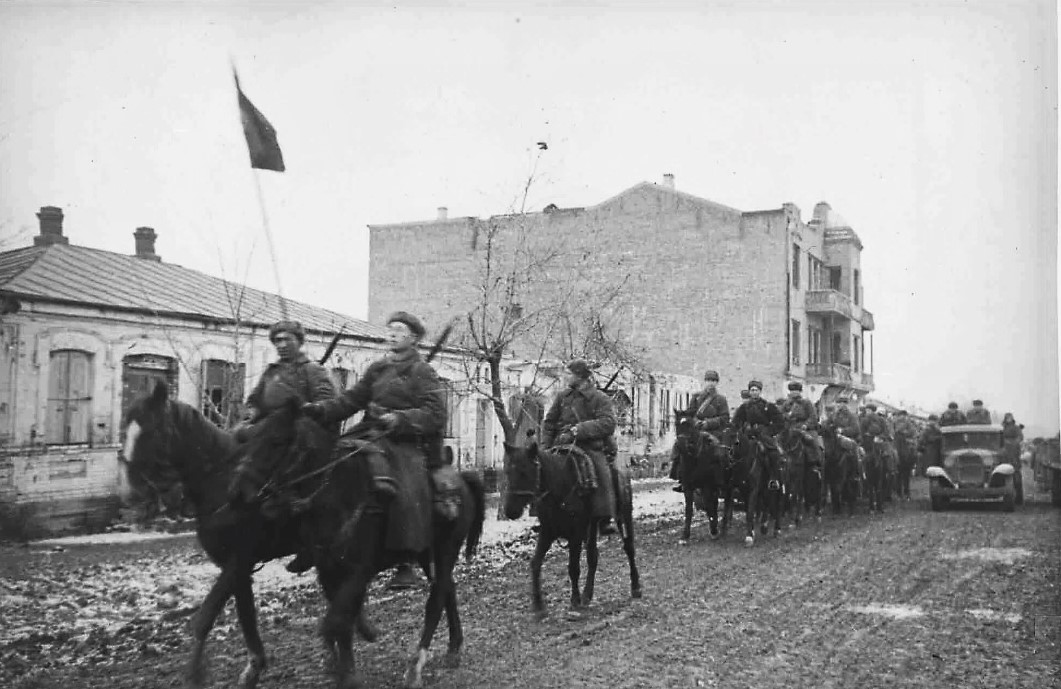
Quân đội Liên Xô giải phóng Mozdok

Ngày 3 tháng 1, Tập đoàn quân 44 trên cánh phải của Cụm tác chiến Bắc Kavkaz (Liên Xô) đã tiến ra tuyến Sogulyakin sâu 20 km nhưng không gặp quân Đức. Cùng ngày, sư đoàn 417 của Tập đoàn quân 58 đã vượt sông Terek, sau khi đánh tan hai trung đoàn bộ binh thuộc các sư đoàn 50 và 111 (Đức) đã tiến về Mozdok. Trên khắp trận tuyến, quân Đức đều nhanh chóng rút lui về tuyến Kislovodsk, Piatigorsk, Georgiyevsk. Ngày 4 tháng 1, Tập đoàn quân 44 mới phải mở các trận đánh vào sườn trái của các sư đoàn xe tăng 3 và 13 (Đức) tại Sunzhenskiy và tiến thêm 20 km về hướng Georgiyevsk. Toàn bộ cánh phải của Cụm tác chiến Bắc Kavkaz chuyển sang truy kích quân Đức đang rút lui trên tuyến Mozdok, Sovetskaya, Georgiyevsk. Ở cánh trái, ngày 3 tháng 1, Tập đoàn quân 9 (Liên Xô) xuất phát từ cửa mở Elkhotovo tấn công vào cánh quân chặn hậu của Đức gồm sư đoàn bộ binh 370, sư đoàn đổ bộ đường không 5 và một phần sư đoàn xe tăng 13 và tiến quân theo trục Elkhotovo Maisky, Prokhladny. Ngày 4 tháng 1, quân Đức bỏ Nalchik rút về Kislovodsk. Chiều ngày 4 tháng 1, Tập đoàn quân 37 chiếm Nalchik. Trong quá trình rút lui, quân Đức đã tổ chức phá hoại một cách có hệ thống các tuyến đường sắt và cho nổ tung các cây cầu bắc qua các con sông Baksan, Malka, Zolka và Podkymok nhằm làm chậm tốc độ hành quân và cản trở các hoạt động vận tải bảo đảm hậu cần cho các cánh quân đang tấn công của quân đội Liên Xô.
Ngày 6 tháng 1, Quân đoàn bộ binh 82 thuộc Tập đoàn quân 37 (Liên Xô) vấp phải đòn phản kích quy mô đầu tiên kể từ ngày phát động tấn công của 11 tiểu đoàn thuộc Sư đoàn đổ bộ đường không 5 (Đức) và phải dừng lại trên tuyến sông Malka. Bộ tư lệnh Tập đoàn quân 9 phải tách Lữ đoàn hải quân đánh bộ 62 và Lữ đoàn xe tăng 140 hỗ trợ cho "người láng giếng" bên trái để giải quyết cứ điểm Zalovskoye (???). Với tốc độ tiến quân từ 25 đến 60 km trong một ngày và mạnh lưới thông tin hữu không thể kịp triển khai; đến ngày 8 tháng 1, Bộ tư lệnh Cụm tác chiến Bắc Kavkaz (Liên Xô) đã đứt liên lạc với các tập đoàn quân 4 và 58. Bộ Tổng tư lệnh quân đội Liên Xô đã cảnh cáo các tướng I. V. Tyulenev và I. I. Maslennikov về việc không chỉ huy được các tập đoàn quân cánh phải, yêu cầu họ phải chịu trách nhiệm cá nhân về việc nối lại liên lạc và mỗi ngày phải báo cáo hai lần tình hình mặt trận về Bộ Tổng tham mưu, (theo quy định thông thường là một lần báo cáo một ngày). Việc rút lui nhanh chóng của Tập đoàn quân xe tăng 1 (Đức) đã làm cho các đơn vị của họ trong khi rút quân đã bứt xa khỏi chủ lực của Cụm Bắc Kavkaz vài chục km, khiến cho bốn tập đoàn quân của quân đội Liên Xô đang tiến chậm theo sau không kịp tổ chức các mũi đột kích vu hồi vào hai không thể vào hai bên sườn. Ngay cả các sư đoàn kỵ binh Liên Xô cũng không thể tiến nhanh qua 25 km trong một ngày đêm. Ý đồ của tướng I. I. Maslennikov định hợp vây các sư đoàn xe tăng và sư đoàn "F" của quân Đức tại phía nam tuyến Kislovodsk, Piatigorsk, Georgiyevsk bị phá sản.
Với việc rút quân có tổ chức, Tập đoàn quân xe tăng 1 (Đức) đã không để cho các đơn vị quân đội Liên Xô có thời gian đánh chiếm các vị trí ở hai bên sườn và củng cố được tuyến phòng thủ tạm thời ở Đông Nam Stavropol trong khi vẫn tiếp tục rút quân. Bộ chỉ huy Tập đoàn quân xe tăng 1 (Đức) đã có chủ ý giam chân càng lâu càng tốt các tập đoàn quân của Cụm Bắc Kavkaz (Liên Xô trên tuyến sông Kuma nên đã tổ chức các cụm đề kháng mạnh tại Kislovodsk, Vorontsovo-Alexandrov, Georgiyevsk, Essentuk, Mineralnye-Vody và Pyatigorsk. Không để ý đến tính thiếu thực tế khi xác định cự ly tiến công quá xa, ngày 6 tháng 1, tướng I. I. Maslennikov đã giao nhiệm vụ cho Quân đoàn kỵ binh cận vệ 4 Kuban phải đánh chiếm Stavropol ở cách xa đến 200 km tính từ Georgiyevsk, Tập đoàn quân 58 với đội hình chủ yếu là bộ binh nhẹ cũng phải tác chiến trên chiều sâu 100 km trong 2 ngày. Còn Tập đoàn quân 9 có sức tấn công mạnh hơn (Cụm xe tăng của tướng V. I. Filippov nằm trong Tập đoàn quân này) lại bị giữ lại như một lực lượng dự bị. Trong khi đó, ngày 7 tháng 1, quân Đức vẫn tiếp tục rút về tuyến Cherkessk, Nevinnomyssk, Staromaryevka và Kugulta sau khi đã để lại các phân đội chặn hậu ở Kursavka, Aleksandrovskoye, Blagodatnoye và Petrovskoye. Ngày 7 tháng 1, Bộ Tổng tư lệnh tối cao quân đội Liên Xô ra lệnh huỷ bỏ cuộc tấn công vỗ mặt dự kiến do Tập đoàn quân 58 tiến hành vào Kursavka và Minerany-Vody đồng thời yêu cầu tướng I. I. Maslennikov phải đưa Tập đoàn quân 9, trong đó có Cụm xe tăng của V. I. Filippov lên phía trước để phối hợp với các quân đoàn kỵ binh và cụm xe tăng của Tập đoàn quân 44 tổ chức vu hồi từ hai phía vào tuyến phòng thủ Kuma. Bức điện ngày 7 tháng 1 của Tổng tư lệnh tối cao I. V. Stalin cũng yêu cầu phải khôi phục càng nhanh càng tốt tuyến đường sắt Mozdok đi Georgiyevsk để bảo đảm cơ động lực lượng nhanh chóng lên tuyến trước và chuyển Tập đoàn quân 58 làm lực lượng dự bị.
Từ ngày 9 đến ngày 14 tháng 1 đã diễn ra các trận kịch chiến giữa ba tập đoàn quân Liên Xô (9, 37 và 44) với Quân đoàn xe tăng 40 và Quân đoàn bộ binh 52 (Đức) trên tuyến sông Kuma. Tập đoàn quân không quân 4 của tướng K. A. Versinin đã điều động sư đoàn máy bay ném bom 219 hỗ trợ cho cuộc tấn công. Quân đoàn không quân ném bom tầm xa 50 của tướng F. A. Naumenko cũng tổ chức oanh tạc Georgiyevsk và Mineralnye-Vody. Phải đến ngày 14 tháng 1, quân đội Liên Xô mới đẩy lùi được hai quân đoàn Đức khỏi tuyến sông Kuma. Tướng Franz Westhoven và tướng Friedrich Schmid muốn lập phòng tuyến mới tại hai khu vực Kursavka và Aleksandrovskoye hai bên con đường sắt nhưng ngay lập tức phải huỷ bỏ ý định đó vì các cụm xe tăng của các tập đoàn quân 9 và 44 đã hình thành hai gọng kìm tiến về Stavropol. Ngày 18 tháng 1, Tập đoàn quân 37 (Liên Xô) chiếm thành phố Cherkassy, có ý nghĩa như một bàn đạp uy hiếp Nevinnomyssk từ phía nam, Ngày 19 tháng 1, Tập đoàn quân 44 (Liên Xô đã có mặt ở cửa ngõ phía đông Stavropol. Ngày 21 tháng 1, Cụm tác chiếc Bắc Kavkaz mở cuộc tổng công kích vào Stavropol, Quân đoàn kỵ binh cận vệ 4 Kuban tiến công trên cánh phải đã đột kích tới Bezopasnoye. Các tập đoàn quân 9 và 37 (Liên Xô) phá vỡ phòng tuyến sông Zelenchuk và đánh chiếm Nevinnomyssk. Song, vẫn là quá muộn để có thể hợp vây Tập đoàn quân xe tăng 1 (Đức) đã rút quân từ đêm hôm trước. Do cuộc tấn công của Cụm tác chiến Biển Đen bị hoãn lại nhiều lần và chỉ được triển khai tích cực vào ngày 16 tháng 1 năm 1943 nên cuộc tiến công của Cụm tác chiến Bắc Kavkaz từ ngày 2 tháng 1 năm 1943 chỉ có tác dụng đẩy đuổi Tập đoàn quân xe tăng 1 phía bắc mà không thực hiện được ý đồ bao vây chia cắt từng sư đoàn của Tập đoàn quân xe tăng 1 (Đức). Ngày 15 tháng 1, Tập đoàn quân xe tăng 1 (Đức) đã thiết lập được một lá chắn xe tăng gồm ba trung đoàn của Sư đoàn xe tăng 3 (Quân đoàn xe tăng 40) và Sư đoàn xe tăng 13 (Quân đoàn xe tăng 3) tại khu vực Maikop - Armavir để ngăn chặn đòn đột kích từ bên sườn hướng Biển Đen của Tập đoàn quân 56 (Liên Xô).
Thời gian vẫn trôi đi và tốc độ tấn công của Cụm tác chiến Bắc Kavkaz ngày càng chậm lại, lối đánh "bóc vỏ" của các tập đoàn quân 9 và 37 chỉ có tác dụng ngược lại là làm cho quân đội Đức Quốc xã rút lui nhanh hơn và quân đội Liên Xô ngày càng mệt mỏi hơn. Bắt đầu từ tuần thứ ba của chiến dịch, tốc độ tấn công của Tập đoàn quân 37 chỉ còn 10 đến 15 km/ngày. Để cải thiện tình hình, tướng I. I. Maslennikov điều Tập đoàn quân 58 chêm vào chỗ trống giữa Tập đoàn quân 44 lúc này đã tiến xa về phía bắc với Tập đoàn quân 9 ở khu vực phía bắc Stavropol.. Ngày 23 tháng 1, Tập đoàn quân xe tăng 1 bỏ phòng tuyến Cherkessk, Nevinnomyssk, Staromaryevka và Kugulta rút về thiết lập tuyến phòng thủ thứ ba từ Novokubanskiy qua Grigoropolisskaya, Novo Aleksandrovka, Belaya Glina, Yegorlykskaya đến phía nam Novocherkassy, hình thành một lá chắn thép bằng xe tăng dọc theo phía đông tuyến đường sắt Rostov - Armavir. Mặc dù bị mất Armavir nhưng do hành động chậm trễ của Cụm tác chiến Biển Đen, quân Đức vẫn chiếm giữ Maikop cho đến khi Tập đoàn quân 18 và 46 chiếm lại ngày 30 tháng 1 năm 1943 với sự giúp đỡ của du kích.

### Trên các tuyến cuối cùng ở phía nam Rostov
Ngày 23 tháng 1, các tập đoàn quân 9 và 37 (Liên Xô) đánh chiếm Armavir và Novokubansk nhưng ngày hôm sau đã phải dừng lại ở các cửa ngõ phía tây các thị trấn này trước tuyến phòng thủ mới của Tập đoàn quân 17 (Đức). Quân Đức chủ động rút ra khỏi thành phố nên thiệt hại của họ được giảm thiểu, trong các trận đánh ở Armavir và Novokubansk, quân Đức chỉ mất 600 người, 8 xe tăng, 6 khẩu pháo, 17 khẩu súng cối, 15 ô tô. Đối với các đơn vị lớn như hai tập đoàn quân 9 và 37 thì hiệu suất chiến đấu như vậy là rất thấp. Ngày 25 tháng 1, Adof Hitler quyết định bỏ đồng bằng Kuban, rút toàn bộ lực lượng còn lại của Tập đoàn quân xe tăng 1 khỏi khu vực Kropotkin, Tikhoretsk, Ekaterinovka, Kushchevsky về hạ lưu sông Đông. Cụm tập đoàn quân Sông Đông (Đức) được lệnh hỗ trợ cho Cụm tập đoàn quân A bằng cách điều động 88 đoàn tàu hoả để di chuyển các đơn vị xe tăng còn lại của Tập đoàn quân xe tăng 1 khỏi khu vực Kuban về Azov, Bataisk và Rostov. Ngược lại, họ phải điều Quân đoàn xe tăng 48 của Tập đoàn quân xe tăng 4 đến đến khu vực Donets để tham gia ngăn chặn cuộc tổng phản công mùa xuân năm 1943 của quân đội Liên Xô tại trung lưu Sông Đông. Khi được thống chế Erich von Manstein cho biết cả quân đoàn chỉ còn lại 87 xe tăng, tướng Heintz Guderial, tổng thanh tra lực lượng xe tăng Đức trả lời: "Quân đoàn sẽ nhận được 300 xe tăng mới tại Pologi". Quân đoàn xe tăng 57 và các sư đoàn bộ binh 15, 16 xuống phía nam giữ phòng tuyến sông Manych.
Để ngăn chặn cuộc rút lui của quân Đức, cả hai tập đoàn quân không quân 4 và 5 (Liên Xô) được lệnh không kích các đoàn tàu chở quân của Đức dọc con đường sắt từ Kropotkin qua Tikhoretsk đi Rostov. Vì phải tập trung không quân để cố cứu vãn sự sống còn của Tập đoàn quân 6 đang trong cơn hấp hối tại Stalingrad, Tập đoàn quân không quân 4 (Đức) hầu như không còn máy bay để hoạt động tại Kavkaz, 150 máy bay tiêm kích Đức tại Krym không thể với tầm hoạt động tới Kuban. Trận ném bom vào ga đầu mối Tikhoretsk ngày 26 tháng 1 đã làm tê liệt tuyến đường sắt của quân Đức trong bốn ngày. Từ ngày 26 đến ngày 28 tháng 1, khoảng 380 toa tàu, 31 đầu tàu, chở theo 50 xe tăng hạng nặng, 128 xe tăng xe tăng hạng trung và hạng nhẹ cùng với hàng nghìn ô tô, mô tô của quân Đức phải nằm lại rải rác dọc tuyến đường từ Armavir qua Kropotkin đến Tikhoretsk đã làm mồi cho các máy bay cường kích của bốn trung đoàn không quân 8, 131, 588 và 590 của Tập đoàn quân không quân 4 (Liên Xô). Sau các trận không kích này, Quân đoàn xe tăng 40 (Đức) bị thiệt hại nặng và bị điều về Stalino để bổ sung quân số và trang bị lại. Do hoàn thành xuất sắc nhiệm vụ chiến đấu, các trung đoàn không quân nói trên của Liên Xô được đổi tên thành các trung đoàn không quân cận vệ 40, 42, 43 và 46. Điều đáng tiếc là các tập đoàn quân 9 và 37 đã không tận dụng được kết quả các cuộc không kích này để đẩy nhanh tốc độ tấn công. Hai tập đoàn quân cánh trái của Cụm tác chiến Bắc Kavkaz (từ ngày 24 tháng 1 là Phương diện quân Bắc Kavkaz) đã tụt lại sau hai tập đoàn quân ở cánh phải hàng trăm km làm cho mật độ binh lực bị giảm đi, kéo theo tốc độ tấn công chậm lại.
Mặc dù ngày 31 tháng 1, thống chế Erich von Manstein đã lần thứ hai yêu cầu chuyển giao Tập đoàn quân xe tăng 1 cho Cụm tập đoàn quân Sông Đông để thống nhất các lực lượng phòng thủ Rostov nhưng Hitler lại do dự. Ông ta hy vọng quân đội Liên Xô sẽ đuối sức sau một cuộc tấn công dài hơn 600 km trong một tháng sẽ suy yếu và Tập đoàn quân xe tăng 1 có thể mở lại trận công kích để giải thoát cho Tập đoàn quân 17 (Đức) tại các cứ bàn đạp Taman. Erich von Manstein cho rằng nếu không giữ được Rostov thì căn cứ bàn đạp ấy sẽ mất hết ý nghĩa nhưng Hitler biện bạch rằng ông ta cần căn cứ bàn đạp ấy để ngăn không cho đối phương sử dụng cảng Novorossiysk. Khi Erich von Manstein nhắc lại câu nói của Hitler trong ngày đầu năm, và rằng đối với quân đội Đức, chiến trường Donets có tầm quan trọng sống còn hơn thì Hitler nổi khùng và chấm dứt cuộc nói chuyện.
Ngày 4 tháng 2, Tập đoàn quân 58 (Liên Xô) đã tiến đến phía nam biển Azov trên khu vực Novobataysk, Eisk và Yasenskaya. Ngày 6 tháng 2, các đơn vị phái đi trước của Tập đoàn quân 44 gồm hai quân đoàn kỵ binh cận vệ Kuban 4, 5 và cụm xe tăng của tướng G. P. Lobanov đã hoạt động ở phía nam Rostov. Tại đây, quân đội Liên Xô vấp phải "tấm mộc thép" do Quân đoàn xe tăng 57 (Tập đoàn quân xe tăng 4) và Quân đoàn xe tăng 3 (Đức) dựng lên tại cửa ngõ Azov, Bataisk và Rostov.

## Kết quả
Các hoạt động quân sự trong tháng đầu năm 1943 của quân đội Liên Xô diễn ra trên một không gian rộng có diện tích hơn nửa triệu km² trong điều kiện giao thông hết sức tồi tệ đã không thể đem đến cho các tập đoàn quân một nguồn tiếp tế liên tục và ổn định. Đối với các đơn vị cơ giới và kỵ binh thì chiều sâu nhiệm vụ có thể đến vài chục km/ngày nhưng đòi hỏi phải bố trí ngay các đơn vị hậu cần, trợ chiến bám sát theo sau. Đây là điều mà tướng I. I. Maslennikov đã không dự liệu được trước sự rút lui nhanh chóng của quân Đức. Tướng P. A. Rotmistrov, chỉ huy Quân đoàn xe tăng 3 (thuộc Phương diện quân Nam) nhận xét:
| “                   | Cuộc khủng hoảng đã trở nên trầm trọng trong việc bổ sung quân số và đạn dược và đặc biệt là nhiên liệu được coi là vấn đề cấp bách hàng đầu. Các căn cứ hậu cần quân sự ngày càng cách xa tuyến trước của chúng tôi ở khoảng từ 350-400 km thậm chí hơn nữa. Việc chậm khôi phục hoạt động của những con đường sắt dẫn đến Tikhoretsk càng làm cho quân đoàn của chúng tôi cách xa thêm nguồn tiếp tế của mình. | ” |
| — P. A. Rotmistrov, | |   |

Bộ chỉ huy tối cao quân đội Đức Quốc xã coi việc rút được phần lớn Tập đoàn quân xe tăng 1 khỏi Kavkaz là một thắng lợi chiến thuật. Theo chiến thuật mới của lực lượng xe tăng Đức, một tấm mộc thép độc đáo được dựng lên trước của ngõ phía đông và phía nam Rostov đã ngăn cản rất có hiệu quả đòn tấn công vũ bão của quân đội Liên Xô, bảo đảm cho Bộ tư lệnh Cụm tập đoàn quân Sông Đông (Đức) có thì giờ để tổ chức một tuyến phòng thủ mới trên sông Mius và tiếp tục tổ chức những cuộc phản kích nhằm làm chậm bước tiến và tiêu hao binh lực, phương tiện của đối phương.
Mặc dù buộc quân Đức phải rút lui khỏi hầu hết đất đai Kuban (trừ bán đảo Taman, khu vực Novorossiysk) và gây những thiết hại đáng kể cho Tập đoàn quân xe tăng 1 (Đức) nhưng Phương diện quân Bắc Kavkaz (Liên Xô) đã thất bại về chiến thuật. Ý định ban đầu nhằm hợp vây quân Đức với những "đòn truy kích vừa phải" trong kế hoạch đã biến thành một cuộc truy đuổi ồ ạt theo các đoàn tàu quân sự của quân đội Đức Quốc xã đang chủ động rút lui có tổ chức. Không cản được cuộc phản công của quân đội Liên Xô nhưng quân đội Đức Quốc xã cũng không để cho đối phương chiếm được lợi thế chiến thuật ở hai cạnh sườn và ngăn chặn quyết liệt các đòn đột kích chiều sâu vào phía sau Cụm tập đoàn quân A. Do đó, thế trận của quân đội Liên Xô đã không đạt được những chuyển biến căn bản trong quá trình chiến dịch. Trong các cuộc giao tranh trên bộ, kết quả chiến đấu của quân đội Liên Xô hết sức hạn chế. Trong hơn một tháng, các đơn vị quân đội Liên Xô dành thời gian để hành quân nhiều hơn là để chiến đấu. Trong khi đó, kết quả chiến đấu của lực lượng không quân Liên Xô lại nổi bật hơn khi họ phá hủy một số lớn xe tăng và các phương tiện chiến tranh khác của quân Đức. Tuy vậy, không quân vẫn không quyết định được số phận chiến trường. Những lực lượng cơ bản của Tập đoàn quân xe tăng 1 (Đức) vẫn rút lui khỏi Kuban và sau khi được trang bị lại, Tập đoàn quân này đã phục hồi được sức mạnh và trở thành một trong các lực lượng xe tăng chính của quân Đức tại cánh Nam của chiến dịch Thành Trì sau đó nửa năm.